# Sonne & Mond
Sonne & Mond ist ein Lied des österreichischen Musikers Julian le Play aus dem Jahr 2019, in Zusammenarbeit mit der deutschen Singer-Songwriterin Madeline Juno. Das Stück ist die dritte Singleauskopplung aus seinem vierten Studioalbum Tandem.

## Entstehung und Artwork
Das Lied wurde vom Hauptinterpreten Julian Heidrich (Julian le Play) selbst, zusammen mit den Koautoren Florence Arman, Johannes Römer und Alexander Teschauer geschrieben. Mit Ausnahme von Teschauer zeichneten alle Autoren auch für die Produktion verantwortlich. Teschauer war zudem auch für die Instrumentierung und Programmierung zuständig. Zur Instrumentierung spielte er unter anderem die Gitarre und den Synthesizer ein, während er bei der Programmierung von Markus Weiß unterstützt wurde. Das Mastering erfolgte unter der Leitung des österreichischen Tontechnikers Martin Scheer. Für die Abmischung war der, ebenfalls aus Österreich stammende, Produzent Lukas Hillebrand zuständig.
Während Juno hierbei einmalig mit allen Beteiligten zusammengearbeitet hat, arbeitete Julian le Play mit einigen schon seit längerer Zeit zusammen. Armann, Römer, Scheer und Teschauer begannen ihre Zusammenarbeit kurz zuvor mit dem Start der Produktion zu seinem vierten Studioalbum. Weiß arbeitet schon seit dem zweiten Studioalbum Melodrom (März 2014) mit le Play. Hillebrand dagegen war schon an der Produktion zu le Plays Debütalbum Soweit Sonar (Oktober 2012) beteiligt.
Auf dem Frontcover der Single sind – neben der Interpretenangabe – der Mond und die Sonne zu sehen. Es zeigt beide Darstellungen in einer Art weißer Kreideschrift auf einem magentafarbenen Hintergrund.

## Veröffentlichung und Promotion
Die Erstveröffentlichung von Sonne & Mond erfolgte als Single am 25. Oktober 2019 bei Troubadour Records. Diese erschien als digitaler Einzeltrack zum Download und Streaming. Der Vertrieb erfolgte durch Sony Music Entertainment, verlegt wurde das Lied durch Kobalt Music Publishing. Am 15. November 2019 erschien das Lied zunächst als Teil von le Plays erster EP Sonne Mond Sterne, dessen zweite Singleauskopplung es ist. Am 7. August 2020 erschien es zudem als Teil von le Plays vierten Studioalbum Tandem (Katalognummer: 194397392920), dessen dritte Singleauskopplung es wiederum darstellt.
Einen ersten Hinweis zur Veröffentlichung von Sonne & Mond gab le Play selbst auf seinem Instagram-Profil am 20. Oktober 2019, begleitet mit dem Kommentar: „Diesen Freitag gibt’s vorab schon den Song “Sonne & Mond”. Kleiner Teaser: es wird ein Duett“. Zwei Tage später gab er bekannt, dass es sich um ein Duett mit Madeline Juno handelt.

## Inhalt
| „Du bist die Sonne, ich der Mond. Wir strahlen nie gemeinsam, leuchten nur einsam. Oh, wie schön war die Zeit. Wir waren leichter als schwerelos. Sind wie Tag und Nacht. Wenn du schläfst, bleib’ ich wach. Und ich frag mich, wann du wieder da bist.“ – Refrain, Originalauszug | Der Liedtext zu Sonne & Mond ist in deutscher Sprache verfasst und stammt vom Hauptinterpreten selbst sowie Florence Arman, Johannes Römer und Alexander Teschauer. Alle Texter komponierten zugleich die Musik in der Tonart as-Moll mit 95 Schläge pro Minute. Musikalisch bewegt sich das Lied im Bereich der Popmusik. Inhaltlich handelt es sich bei Sonne & Mond um einen autobiografischen Text, den le Play wie folgt beschrieb: „Sonne & Mond handelt vom Auseinanderdriften einer Beziehung, von Ungleichgewichten („Du bist die Sonne, ich der Mond […] Sind wie Tag und Nacht“), denen auf Dauer nicht jede Liebe standhalten kann.“ |

Aufgebaut ist das Lied aus einem Intro, zwei Strophen, einem Refrain, einer Bridge und einem Outro. Das Lied beginnt mit dem gemeinsam gesungenen Intro, das lediglich aus einem sich wiederholenden „Oh-oh-oh-oh-oh-oh-oh-oh“ besteht. Auf dieses folgt die erste Strophe, die fünf Zeilen umfasst und von le Play interpretiert wird. An die erste Strophe schließt sich zunächst der dreizeilige Prechorus an, ehe der eigentliche Refrain mit seinen sieben Zeilen einsetzt. Der Refrain klingt darüber hinaus mit dem Postchorus aus, der lediglich die Zeile „Du bist von ’nem ander’n Stern“ wiederholt und zwischendurch das „Oh-oh-oh-oh-oh-oh-oh-oh“ aus dem Intro aufgreift. Alle Refrainteile werden im Duett gesungen. Der gleiche Aufbau wiederholt sich mit der zweiten Strophe, nur das diese alleine von Juno dargeboten wird. Nachdem zweiten Refrain setzt als musikalisches Zwischenspiel die Bridge ein, die als Achtzeiler geschrieben wurde und alleine von Juno gesungen wird. Nach der Bridge setzt zum dritten Mal der Refrain ein, allerdings diesmal ohne die Einleitung des Prechorus. Danach endet das Lied mit dem Outro, das auch auf das Intro zurückgreift und mehrfach das „Oh-oh-oh-oh-oh-oh-oh-oh“ wiederholt. Ab dem dritten Refrain wird alles von beiden Musikern interpretiert. Dem dem Hauptgesang von Juno und le Play, ist im Begleitgesang die Stimme der britischen Sängerin sowie Koautorin und -produzentin des Liedes, Florence Arman zu hören.

## Musikvideo
Das Musikvideo zu Sonne & Mond feierte seine Premiere am Tag der Singleveröffentlichung auf der Videoplattform YouTube. Es wurde im Homevideo-Stil gedreht und zeigt überwiegend Juno und le Play, die separat voneinander in verschiedenen Hotelräumen das Lied singen. Zwischendurch sind immer wieder Nahaufnahmen von einem Volksfest zu sehen, die Gegenstände zeigen, auf denen ein Mond oder eine Sonne abgebildet sind. Die Gesamtlänge des Videos beträgt 3:56 Minuten. Regie führte die österreichische Filmemacherin Jasmin Baumgartner. Bis Juni 2025 zählte das Video über 300.000 Aufrufe auf YouTube.

## Mitwirkende
| Liedproduktion - Florence Arman: Begleitgesang, Komposition, Liedtext, Musikproduktion - Julian Heidrich (Julian le Play): Gesang, Komposition, Liedtext, Musikproduktion - Lukas Hillebrand: Abmischung - Madeline Juno: Gesang - Johannes Römer: Komposition, Liedtext, Musikproduktion - Martin Scheer: Mastering - Alexander Teschauer: Gitarre, Komposition, Liedtext, Programmierung, Synthesizer - Markus Weiß: Programmierung Unternehmen - Kobalt Music Publishing: Musikverlag - Sony Music Entertainment: Vertrieb - Troubadour Records: Musiklabel | Musikvideo - Jasmin Baumgartner: Regie, Schnitt - Nora Eglesz: Maske - Lena Heidrich: Produktionsassistenz - Olga Kosanovic: Kamera - Gersin Paya: Filmproduktionsleitung, Schnitt - Jasmin Schwendinger: Kameraassistenz |

## Rezensionen
Ein Rezensent vom deutschsprachigen Online-Magazin Musicheadquarter bewertete die EP Sonne Mond Sterne mit voller Punktzahl. Er beschrieb Sonne & Mond dabei als ein gefühlvolles Duett sowie Teil einer Trilogie, zusammen mit den Liedern Hurricane und Ocean Highway.
Felix Goth von Eventim beschrieb Sonne Mond Sterne als hinreißendes Duett, das einem eigentlich traurigen Thema – nämlich dem Auseinanderdriften einer Beziehung – poetische Schönheit verleihe.